# Hemaloto Polovili
Hemaloto Polovili (27 luglio 1997) è un calciatore tongano, attaccante del Veitongo e della nazionale tongana.

## Carriera

### Club
Inizia la carriera nel 2014 con il Lotoha'apai; in carriera ha totalizzato complessivamente 12 presenze e 6 reti in OFC Champions League.

### Nazionale
Esordisce con la nazionale tongana il 19 agosto 2015 nell'amichevole Fiji-Tonga (5-0); nell'arco del quadriennio successivo ha totalizzato complessivamente 10 presenze ed una rete in nazionale.

## Palmarès

### Club

#### Competizioni nazionali
- Tonga Major League: 5

Lotoha'apai Utd: 2011-2012, 2013-2014
Veitongo: 2015, 2016, 2017